# أشباه لوحيات الأدمة
أشباه لوحيات الأدمة (الاسم العلمي:†Placodermiomorphi) هي أصنوفة عليا منقرضة من الفقاريات تتبع شعبة الحبليات.

## التصنيف
- - لوحيات الأدمة
    - لوحيات الأدمة